# Bob Marley
Pour les articles homonymes, voir Marley et Bob Marley (homonymie).
Ne doit pas être confondu avec Bob Morley.
Robert Nesta Marley dit Bob Marley, né le 6 février 1945 à Nine Miles (Jamaïque) et mort à 36 ans le 11 mai 1981 à Miami (États-Unis) d'un cancer (mélanome), est un chanteur de reggae, auteur-compositeur-interprète et guitariste jamaïcain.
Il rencontre de son vivant un succès mondial, et reste le musicien le plus connu du reggae, tout en étant considéré comme celui qui a permis à la musique jamaïcaine et au mouvement rastafari de connaître une audience planétaire. Il a vendu plus de 200 millions de disques à travers le monde.
Bob Marley commence sa carrière musicale en 1962. En 1963, il forme avec Bunny « Wailer » Livingston et Peter Tosh un trio vocal, The Wailing Wailers. Avec Simmer Down, en 1964, qui appelle à la cessation des luttes entre les ghettos et à l'union contre la pauvreté, The Wailers rencontre leur premier vrai succès local en Jamaïque. Beaucoup d'autres suivent jusqu'à 1968. Entre-temps, Bob Marley est devenu rasta à partir de 1966, sous l'influence de personnages importants (comme Mortimer Planno) du mouvement rastafari, alors en plein essor en Jamaïque.
Entre 1968 et 1971, les Wailers entament avec le producteur Lee « Scratch » Perry une collaboration très fructueuse qui génère quatre albums synthétisés en 1972 par le label Trojan sur l'album African Herbsman. Tout début 1973, sort sous le nom de groupe The Wailers Catch A Fire, puis Burnin' en avril 1973, tous deux chez Island Record, le label fondé par Chris Blackwell. C'est à l'issue de la tournée anglaise Burnin' Tour 1973 que Bunny Livingston, puis Peter McIntosh quittent le groupe fin 1973.
Bob Marley, désormais en solo, s'appuie sur la remarquable section rythmique composée par Aston « Family Man » Barrett (basse) et Carlton « Carly » Barrett (batterie) pour s'affirmer sous le nom de Bob Marley & the Wailers. À ce noyau dur, s'ajoutent le claviériste Touter (remplacé dès Rastaman Vibration par Tyrone Downie et Earl « Wya » Lindo), le guitariste américain Al Anderson et le trio vocal The I-Threes composé de Rita Marley (épouse de Bob Marley), Judy Mowatt et Marcia Griffiths. En 1974, sort l'album Natty Dread qui marquera le début du succès mondial de Bob Marley, notamment sous l'impulsion de la reprise du titre I Shot the Sheriff par Eric Clapton. L'album est un succès à travers le monde.
S’ensuit l'album Rastaman Vibration (1976) qui fait définitivement de Bob Marley une star mondiale et le plus grand porte-parole du reggae. Quelques mois après la sortie de cet album, Bob Marley survit en décembre 1976 à une tentative d'assassinat chez lui, à Kingston, en Jamaïque durant la campagne électorale, qui le pousse à s'installer à Londres. Il relate cet épisode dans la chanson Ambush in the Night sur l'album Survival. C'est durant cet exil qui durera jusqu'à mi-1978 et le One Love Peace Concert à Kingston, que sort l'album Exodus (1977), œuvre considérée par Time Magazine comme le meilleur album du XXe siècle.
En 1978 sort l'album Kaya, puis Survival en 1979, qui est considéré par nombre de spécialistes musicaux comme son album le plus abouti. Avant et après Survival, Bob Marley fait plusieurs voyages en Afrique et y donne quelques concerts, dont un au Zimbabwe, en 1980, pendant les festivités célébrant l'accession de ce pays à l'indépendance.
Atteint d'un mélanome diagnostiqué en 1977 qui devient un cancer généralisé, Bob Marley sort son dernier album, Uprising, en 1980 et donne son dernier concert à Pittsburgh le 23 septembre 1980. Il meurt le 11 mai 1981 à Miami, aux États-Unis, à l'âge de trente-six ans. Il est enterré le 21 mai à Saint Ann, en Jamaïque. Ses funérailles nationales à Kingston réunissent des milliers de personnes.
Au cours de sa carrière, Bob Marley devient le plus grand musicien de reggae à travers le monde et une icône du mouvement rastafari. Il est également considéré comme un symbole mondial de la culture et de l'identité jamaïcaine, tout en plaidant également pour le panafricanisme,, le tiers monde et la réduction des inégalités et de la misère. Bob Marley figure également parmi les artistes musicaux les plus vendus de tous les temps, tandis que son style a influencé des artistes de différents genres. La Jamaïque l'a honoré à titre posthume peu de temps après sa mort, puisqu'il a été nommé à l'ordre du Mérite jamaïcain. Il reste au XXIe siècle le Jamaïcain le plus connu dans le monde aux côtés d'Usain Bolt.

## Biographie

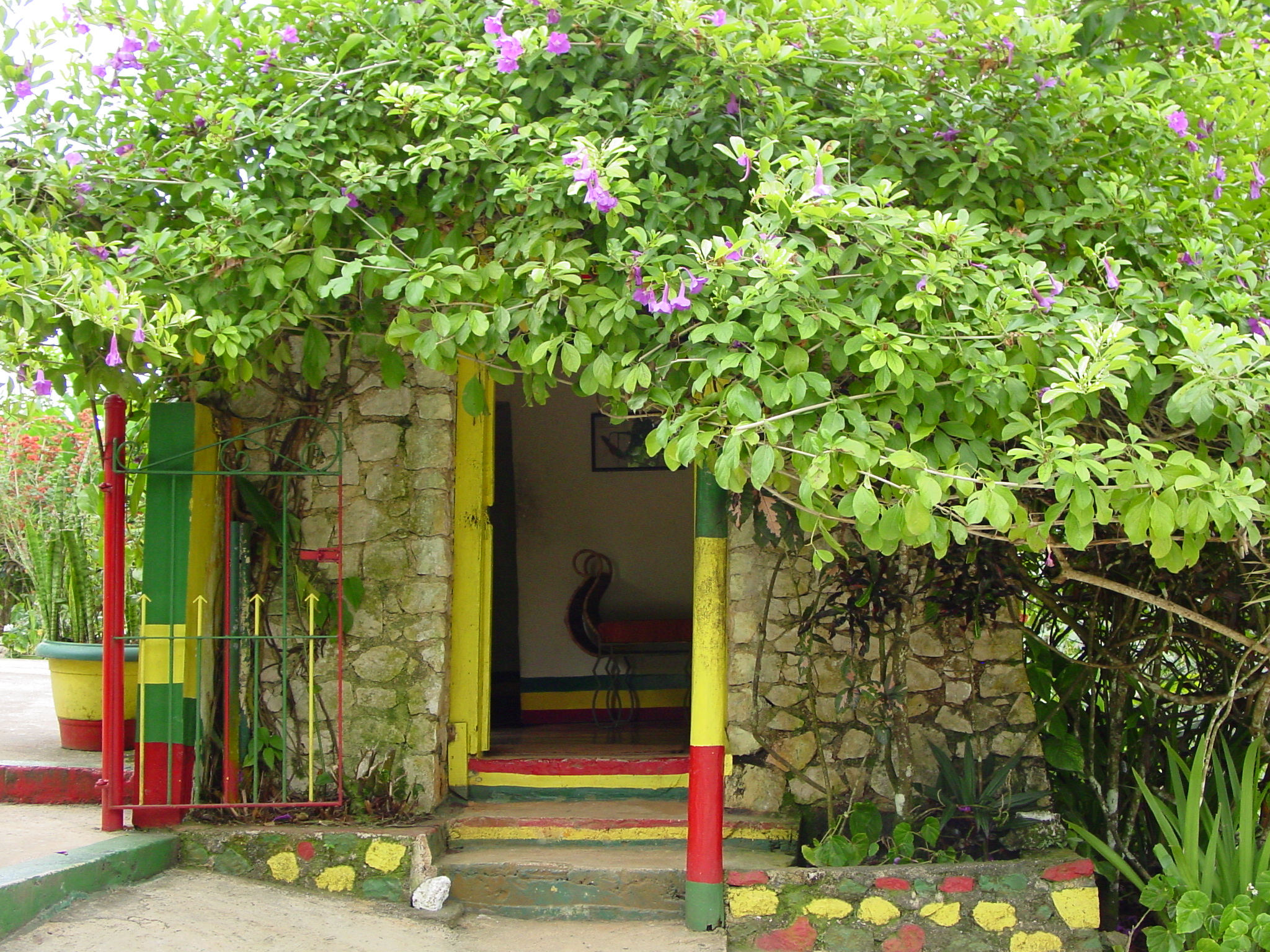
Maison natale de Bob Marley à Nine Miles en Jamaïque.

### Naissance et origine
Robert Nesta Marley est né le 6 février 1945 dans la ferme de ses grands-parents maternels, Omeriah Malcolm et Albertha Whilby, tous deux Afro-Caribéens, planteurs de café, bananes, piments, etc., à Rhoden Hall, près de Nine Miles dans la paroisse de Saint Ann. Connue comme la maison natale de Bob Marley, il y passa son enfance. Il est le fils d'une mère alors âgée de 18 ans, Cedella Malcolm, sixième fille des Malcolm, épouse Marley puis Booker (1926-2008), et d'un père blanc d'origine anglaise, Norval Sinclair Marley (1885–1955). Né en Jamaïque, alors colonie britannique, son père est âgé de 59 ans au moment de la naissance de son fils. Prétendant avoir été capitaine des Royal Marines, il se faisait appeler « Capitaine » et était contremaître de plantation (« Il supervisait la subdivision de terres rurales »). Robert a très peu connu son père, souvent en voyage, et dont la famille désapprouvait le mariage, mais lui apportait cependant le soutien financier (irrégulier) nécessaire à Cedella et à son fils. Les grands-parents paternels de Bob sont Albert Thomas Marley, anglais du Sussex, et Ellen Broomfield, originaire du Levant née en Jamaïque. D'après Michael George Marley (fils de Noel Marley, lui-même frère de Norval Marley), qui l'aurait appris de sa famille, puis vérifié, les Marley seraient des Juifs syriens passés par l'Angleterre avant de s'installer en Jamaïque (à noter que Christopher Marley, de la famille côté Norval Marley, a déclaré, lui : « La famille de Norval Marley n'a jamais été syrienne »).

### Période ska

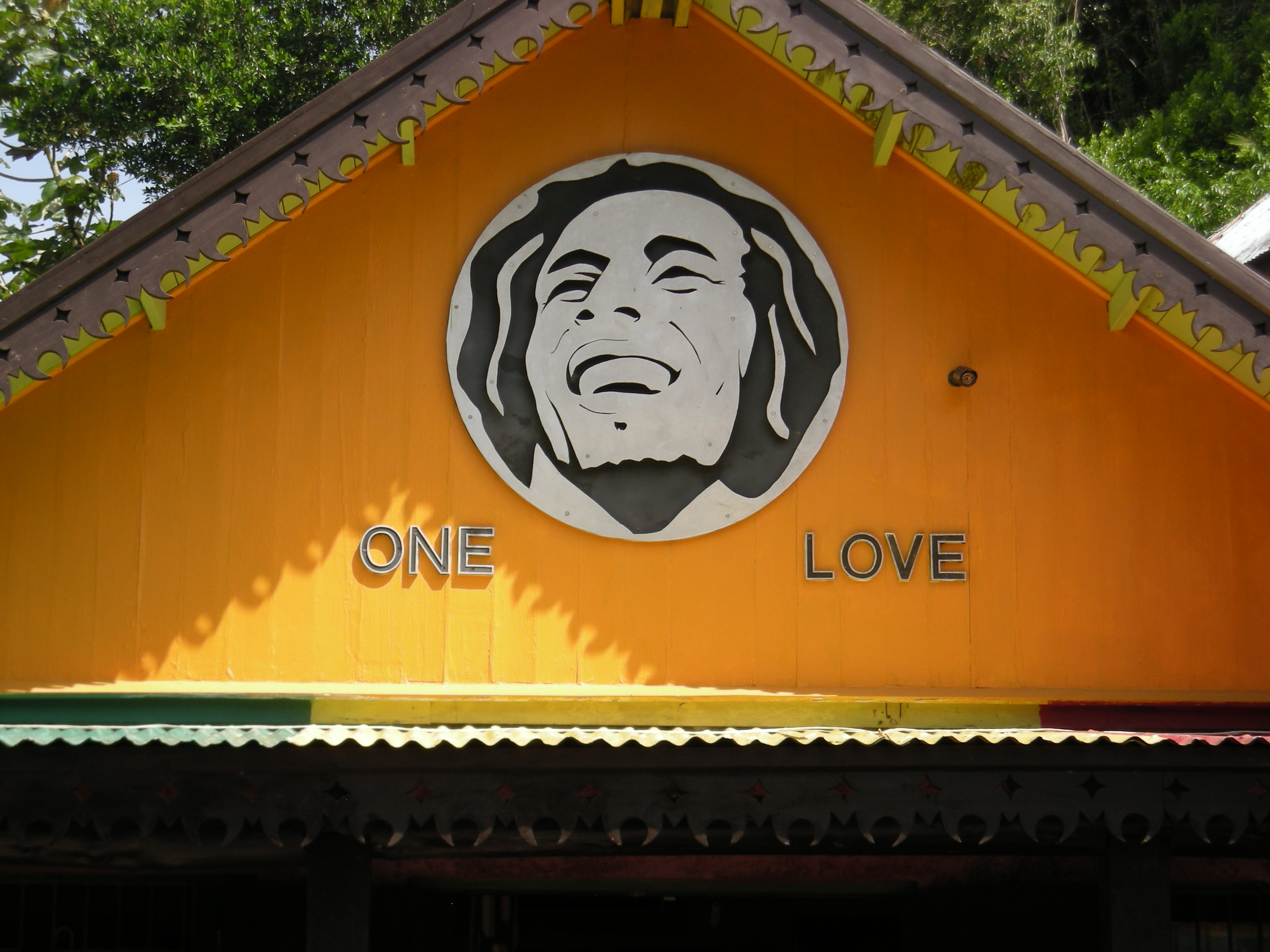
Fronton du « Café One Love » de la maison natale de Bob Marley de Nine Miles.

À l'adolescence, Bob Marley suit sa mère qui quitte la misère de la campagne pour celle du ghetto de Trenchtown à Kingston. Ayant arrêté l'école à 14 ans, il retrouve à Kingston Neville Livingston, dit plus tard Bunny Wailer, qu'il connait depuis l'enfance à Nine Miles, et y rencontre Winston Hubert McIntosh, dit Peter Tosh, avec qui il chante des cantiques et des succès de soul américaine qu'ils entendent sur les radios de Miami. Le chanteur Joe Higgs, qui vit lui aussi à Trenchtown, leur donne des cours de chant et les fait beaucoup progresser. Bob Marley enregistre sa première chanson Judge Not pour le producteur Leslie Kong, du label Beverley's, en 1962, à l'âge de 17 ans, ainsi qu'une reprise d'un succès de country de Claude Gray : One Cup of Coffee en 1962. Ces titres n'ont que peu de succès, mais il continue à s'investir dans la musique.
Bob Marley commence sa carrière musicale en 1962. En 1963, il forme avec Neville O'Reilly Livingston (plus tard Bunny Wailer) et Wynston Hubert McIntosh (plus tard Peter Tosh) un trio vocal sur le modèle des groupes vocaux américains comme les Impressions. Le trio est tout d'abord appelé les Wailing Wailers, avant de finir par s'appeler The Wailers (les gémisseurs). Le groupe intègre aussi Junior Braithwaite ainsi que, comme « Waillers Minute », Beverley Kelso et Cherry Green. Ils obtiennent un contrat avec Studio One en 1964 et leurs premiers morceaux de ska, gospel, rhythm and blues et soul sont produits par le grand producteur local Clement « Sir Coxsone » Dodd, qui a pour assistant en studio Lee « Scratch » Perry (Scratch assure aussi la promotion). Coxsone Dodd et les Wailers signent un contrat pour cinq ans. En février 1964, le titre Simmer Down (en) cartonne et devient no 1 en Jamaïque : 80 000 copies du titre sont vendues. C'est un acte politique au sens noble du terme, appel à cesser les luttes fratricides entre ghettos et à l'union pour lutter contre la misère. Les Wailers enregistrent Rude Boy, I'm Still Waiting, Put It On et une première version de One Love. Bob Marley quitte son métier de soudeur. Après l'album intitulé The Wailin' Wailers en 1965, le trio se sépare de Coxsone, qui ne leur a pas versé grand-chose en contrepartie des dizaines de titres qu'ils ont enregistrés pour lui.
Tout au long de leur carrière en trio, puis en solo, les Wailers ont fait les frais de producteurs, managers et autres proches mal intentionnés qui n'eurent aucun scrupule à les dépouiller, la pratique musicale à cette époque en Jamaïque n'étant pas aux dépôts légaux et aux contrats écrits, la plupart des engagements se faisant sous forme de « deals », d'accords verbaux. Ainsi, les Wailers et plus tard Bob Marley se sont fait avoir à plusieurs reprises, notamment par Coxsone Dodd, Duke Reid, Lee « Scratch » Perry, Leslie Kong, Danny Sims et autres Mortimo Planno, Allan « Skill » Cole, Don Taylor, etc. Des volumes financiers qui, si l'on devait faire les comptes des arriérés de « royalties » et autres détournements de recettes, devraient être finalement assez vertigineux.

### Période rocksteady

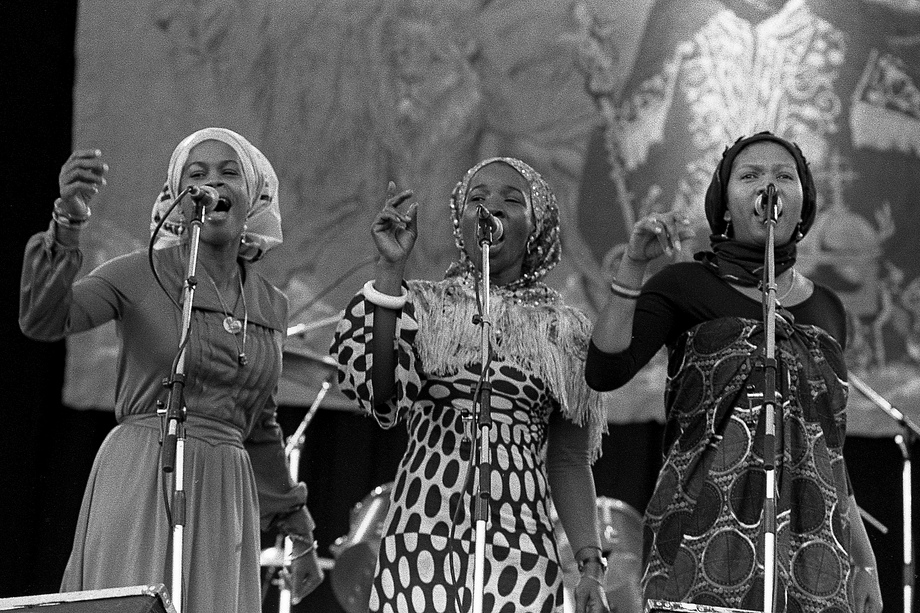
Rita Marley (son épouse) et les I Threes.

Vers le milieu des années 1960, le rocksteady succède au ska. Plus lent et chaloupé que ce dernier, le rocksteady marque une étape dans l'évolution de la musique jamaïcaine, qui s'affranchit de plus en plus des rythmiques rapides du ska. Reprenant la soul nord-américaine et le rhythm and blues, le style est marqué par plus de chants et de claviers, et moins de cuivre. Les chansons reprennent des thèmes d'amour et de religion et les paroles s'imprègnent peu à peu de croyances rastafari. Les chanteurs s'adressent à la jeunesse et aux rude boys des ghettos, et tentent de leur redonner espoir.
Le lendemain de son mariage avec Rita Anderson le 11 février 1966, Bob Marley, à la demande de sa mère, remariée avec un Jamaïcain nommé Booker installé à Wilmington dans le Delaware, part la rejoindre aux États-Unis. Bob Marley y travaille à l'hôtel Dupont, mais continue à écrire des chansons. Il est provisoirement remplacé par Constantine « Dream » Walker. Souhaitant retrouver sa liberté, il retourne dans son île après l'été 1966. Il s'intéresse de plus en plus au mouvement rastafari, qui a émergé dans les années 1930 en Jamaïque, et fonde avec Peter Tosh et Bunny Livingston le label indépendant Wail'n Soul'm. Leur premier titre, autoproduit, dans le nouveau style rocksteady, s'intitule Bend Down Low. À Kingston, Mortimer Planno, un rasta jamaïcain d'origine cubaine qui a voyagé en Éthiopie et rencontré Haïlé Sélassié Ier au début des années 1960, lui transmet une partie de sa culture rasta. Métis clair rejeté par les Noirs jamaïcains, Bob Marley se sent accepté par ce mouvement. Sans le soutien d'un distributeur professionnel, ses disques se vendent très mal, et Bob Marley est trop pauvre pour vivre en ville avec sa femme Rita et ses deux enfants Cedella et Ziggy. Il retourne dans son village natal en 1967 pour un ressourcement spirituel, mais continue à enregistrer et à publier nombre de 45 tours obscurs pour sa petite marque Wail'n Soul'm, comme les futurs classiques Hypocrites et Nice Time, qui sortent sous le nom de groupe des Wailers.
Rita, Bob Marley et Peter Tosh rencontrent, en janvier 1968, le chanteur américain Johnny Nash, qui est décidé à lancer le style rocksteady aux États-Unis, et son manager Danny Sims, avec qui ils signent un contrat international exclusif pour les disques et éditions JAD. Bob Marley leur fournit quantité de compositions inédites, dont Stir It Up, qui deviendra bientôt un succès pour Nash. Johnny Nash a beaucoup de succès avec le rocksteady (tube américain Hold Me Tight en 1968), mais l'album des The Wailers qu'il a financé ne sort pas (il ne sera finalement publié qu'en 1997 chez JAD). Seule une nouvelle version de Bend Down Low avec des cuivres américains ajoutés à New York sort en France et au Canada (JAD-CBS) en 1968, mais sans aucun succès. Bob Marley écrit parallèlement son premier morceau rasta, Selassie Is the Chapel, en 1968. Cet enregistrement important, dans le style nyabinghi (tambours rastas), est financé par Mortimo Planno, qui en interprète la face B, A Little Prayer. Quelques producteurs locaux se succèdent, mais le trio vocal n'a plus aucun succès depuis son départ du giron de Coxsone Dodd.

### Reggae et Island Records
Sans ressources, Bob Marley repart aux États-Unis rejoindre sa mère en 1969. Il travaille plusieurs mois comme ouvrier, de nuit, dans une usine automobile Chrysler, ce qui lui inspire les paroles de la chanson It's Alright (1970). Sa femme et ses jeunes enfants le rejoignent. À son retour, il fonde les disques Tuff Gong, du nom du ghetto (dérivé du surnom de Leonard Howell, le « Gong » fondateur du mouvement rastafari), et enregistre une reprise de James Brown Say It Loud – I'm Black and I'm Proud rebaptisée Black Progress, dans le nouveau style reggae, avec de jeunes musiciens, les frères Carlton (à la batterie) et Aston « Family Man » Barrett (à la basse), qui ne le quitteront plus. Mais les disques indépendants Tuff Gong n'ont toujours aucun succès.
Marley se rend alors en Angleterre, voir son vieil ami Lee « Scratch » Perry, qui y est arrivé fin 1969, accompagné par les frères Barrett sous le nom des Upsetters. Perry obtient un succès anglais avec l'instrumental The Return of Django et accepte de produire le trio vocal The Wailers. Lee Perry, très proche de Bob Marley sur le plan spirituel, donne une nouvelle couleur au groupe, qui enregistre plusieurs morceaux avec lui, dont Duppy Conqueror, Sun Is Shining, Soul Rebel, Kaya et le (I've Gotta) Keep on Moving de Curtis Mayfield. Lee Perry réunira certains de ces 45 tours et les vendra - à l'insu des Wailers - au label Trojan, pour donner l'album African Herbsman sorti en Angleterre tout début de l'année 1973. Ce qu'appréciera très moyennement Bob Marley qui sort dans le même temps Catch A Fire avec le label Island Records.
Toujours sans succès, Bob Marley (dont le groupe avec Bunny Wailer et Peter Tosh s'appelle encore The Wailers) grave une dizaine de chansons avec l'équipe de musiciens de Leslie Kong « Beverley’s All-Stars » (Lloyd Parkes, Jackie Jackson, Paul Douglas, Gladstone « Gladdie » Anderson, Winston Wright, Rad Bryan, Lynn Taitt, et Hux Brown), un producteur jamaïcain (Kong avait déjà produit les deux premiers 45 tours solo de The Wailers en 1962), qui a du succès en Angleterre grâce à un son professionnel capable de percer sur le marché britannique (disques Trojan à Londres). Il publiera ces titres en 1971 sous le nom de The Best of the Wailers. Bunny Wailer s'opposant à ce titre (il aurait préféré Cheer Up) menace alors Kong : « ce serait alors ton dernier album…, simplement parce que tu ne serais plus là pour entendre la suite ». Leslie Kong meurt quelque temps après d'une crise cardiaque. Bob Marley se rapproche de l'organisation rasta des Douze Tribus d'Israël fondée par Prophet Gad, alias Vernon Carrington. Les Wailers continuent à alterner les auto-productions pour Tuff Gong et les séances produites et financées par Perry. Malgré la qualité de leur travail prolifique, ils n'ont aucun succès local jusqu'à leur autoproduction Trench Town Rock (Tuff Gong 1971).
À ce point charnière de sa carrière, Bob Marley a déjà contribué à au moins 350 morceaux enregistrés en studio (dont une trentaine environ en tant que choriste), dont une grande partie ne seront révélés au public international que beaucoup plus tard, bien après sa mort, notamment dans la série de dix CD The Complete Bob Marley and the Wailers 1967 to 1972 (JAD) réalisée entre 1998 et 2003 par le français Bruno Blum et l'américain Roger Steffens (en) et la publication, en 1991, des enregistrements Studio One réalisés entre 1964 et 1966. Bob Marley réenregistrera par la suite une partie de ces compositions, comme Satisfy My Soul, Sun Is Shining ou Lively Up Yourself.
À la demande de Johnny Nash et de Danny Sims (tous deux fondateurs du label JAD avec Arthur Jenkins), qui cherchent des compositions pour la musique du film suédois Vil Sa Garna Tro (L'amour n'est pas un jeu), réalisé par Gunnard Hoglund, dans lequel Nash joue le rôle principal, Bob Marley part (seul) pour Stockholm en novembre 1970 avec toute l'équipe du film. Il vit à Nockeby près de Stockholm avec des musiciens culturellement très éloignés de sa culture rasta et est assez isolé dans le froid de l'hiver suédois où la neige bloque le tournage du film. Il y écrit plusieurs morceaux, et collabore à la musique du film. 1972, Nash signe alors avec les disques CBS à Londres où il enregistre le plus gros succès de sa carrière, I Can See Clearly Now. Bob Marley signe lui aussi avec CBS grâce à Johnny Nash et Danny Sims qui cherchent à le lancer à l'international. Mais le 45 tours Reggae on Broadway de Bob Marley qui sort en même temps que celui de Nash n'a aucun succès. Le son et les musiciens anglais apportés par Nash ne conviennent pas à Bob. Quelques concerts à Londres, avec les frères Barrett, sont organisés en première partie de Nash, mais sans succès. La tournée d'environ cent dates organisée et financée par Sony est un désastre pour Marley. Nash, dont le titre I Can See Clearly Now cartonne aux États-Unis, quitte Londres avec Danny Sims et plante là Marley, accompagné des Wailers au grand complet.
Sans le sou et désespéré, Bob Marley contacte alors Chris Blackwell, le fondateur des labels Trojan et Island Records. Blackwell est Jamaïcain, issu d'une riche famille blanche anglo-jamaïcaine. Il a déjà distribué en Angleterre les disques Beverley's de Leslie Kong (certains affirment aujourd'hui, de manière illégale via son label Trojan) et connaît déjà le nom de Bob Marley et des Wailers. Chris Blackwell rachète alors le contrat de Bob Marley en octobre 1972 à Danny Sims et confie de l'argent à Bob Marley (environ 8 000 livres) pour enregistrer un album, sur un simple accord verbal. L'entourage de Chris Blackwell lui indiquant que c'était en pure perte, les rastas n'étant pas - selon eux - des gens fiables (« Chris tu ne reverras jamais ton argent et ton disque ne sortira pas »). De retour à Kingston en juin 1972, les Wailers se mettent immédiatement au travail et enregistrent le futur Catch A Fire aux studios Harry J, Dynamic Sound et Randy's. Quelques semaines plus tard, de passage à Kingston, Chris Blackwell est sidéré par ce qu'il entend (« La musique était fantastique… C'était comme je l'avais rêvée »).

### Bibliographie

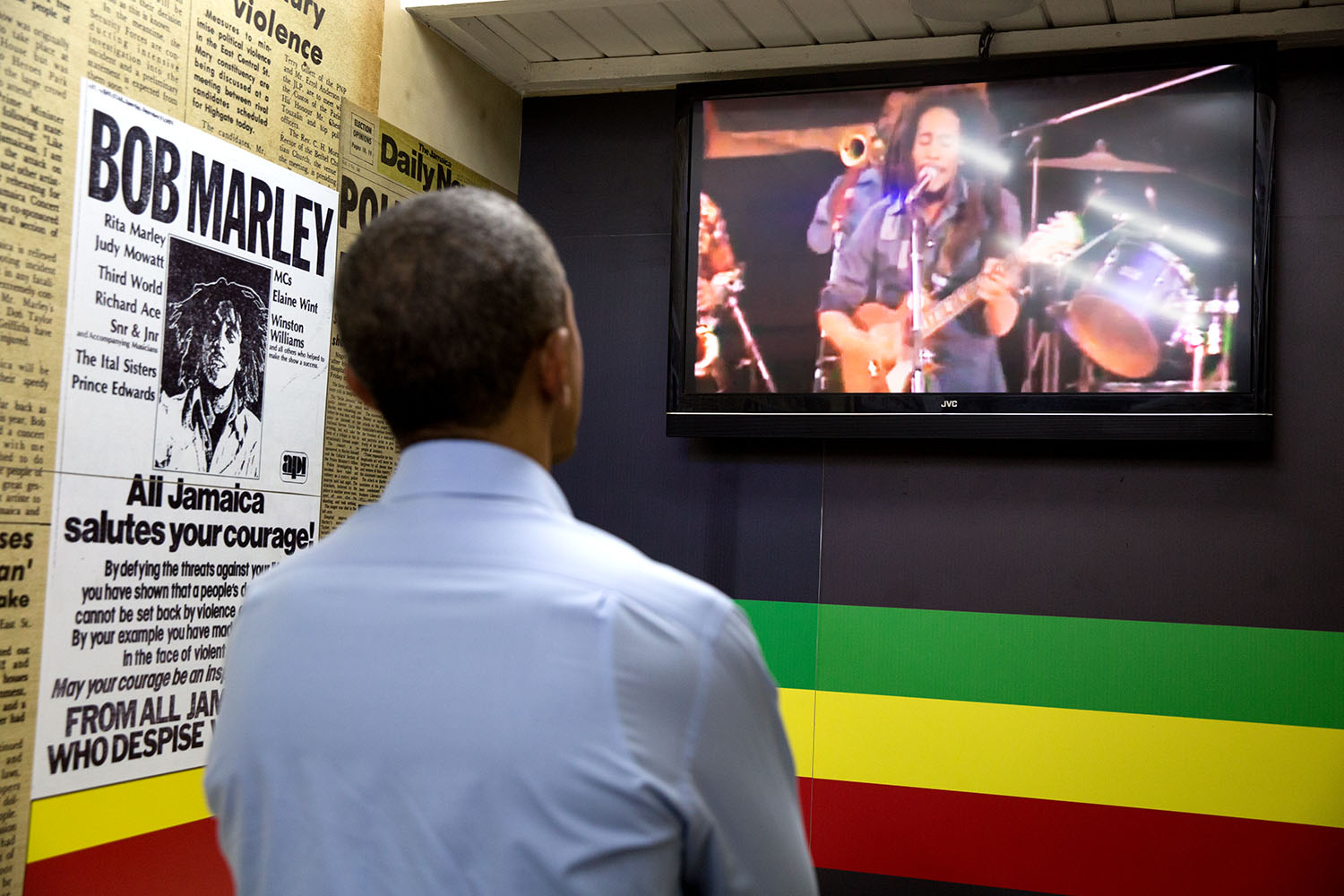
Le président des États-Unis Barack Obama devant les documentaires du musée Bob-Marley, Kingston, 2015.

### Le début du succès

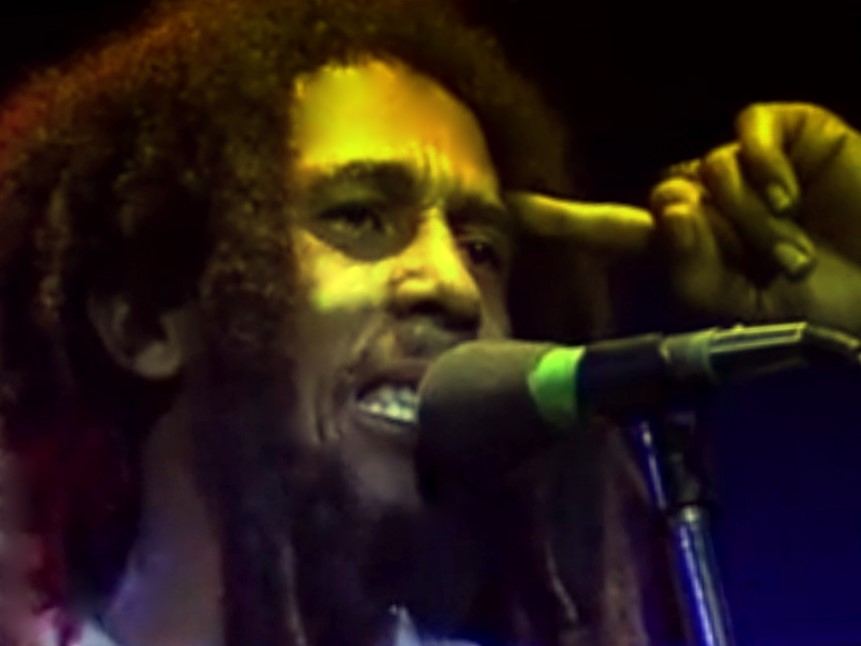
Bob Marley en concert, Suède, 1978.

À la suggestion de Chris Blackwell, les deux premiers albums pour Island — ' et Burnin' — sont remixés à Londres, où des solos de guitare (de Wayne Perkins pour Catch A Fire) sont ajoutés, ainsi que des parties de claviers qui apportent un son plus rock et plus accessible au grand public occidental. Blackwell veut faire de Catch A Fire le disque d'un groupe de « rock black ». Catch a Fire puis Burnin' sortent chez Island encore sous le nom de groupe The Wailers en avril et octobre 1973. C'est un succès auprès de la presse, mais pas auprès du public. Après une tournée anglaise promotionnelle, Bunny Wailer quitte le groupe (sur le prétexte que la tournée n'était pas rémunérée par Island et que Chris Blackwell faisait jouer les Wailers dans des lieux de perdition), remplacé par Joe Higgs pour la tournée US de fin 1973, notamment pour le concert historique donné le 31 octobre à la KSAN Radio de San Francisco (voir KSAN Radio) où les Wailers vont livrer une prestation live éblouissante devant un maigre public de privilégiés. De retour en Jamaïque, c'est Peter Tosh qui quitte le groupe à son tour, laissant désormais Bob Marley à sa carrière solo. Ce qui fait plutôt le bonheur d'un Chris Blackwell qui a toujours vu Bob comme un leader charismatique, une figure de proue destinée à propulser les Wailers sur la scène internationale. Au-delà de l'attitude du patron de Island Records, de fortes tensions s'exerçaient depuis plusieurs mois entre Bob, Peter et Bunny, pour différentes raisons. Trois fortes personnalités aux ambitions de moins en moins convergentes. Bob, Peter et Bunny auront enregistré ensemble des centaines de titres entre 1963 et 1973.
Le nom du groupe change alors pour s'appeler officiellement « Bob Marley and the Wailers » (à la suggestion de Chris Blackwell). Les Wailers qui seront désormais ses accompagnateurs, parmi lesquels le trio vocal féminin « I Threes » avec Rita Marley, Marcia Griffiths et Judy Mowatt, qui prend en charge les chœurs, les deux frères Barrett (Ashton « Family Man » à la basse et Carlton à la batterie), les pianistes Earl « Wire » Lindo et Tyrone Downie (c'est Touter qui est aux claviers sur l'album et durant la tournée « Natty Dread Tour »), le guitariste Earl « Chinna » Smith, l'harmoniciste Lee Jaffee (uniquement sur Natty Dread) et le percussionniste Alvin « Seeco » Patterson. Le troisième album publié chez Island s'intitule Natty Dread et sort en 1974 sous le nom de « Bob Marley and the Wailers », dans lequel le groupe incorpore une influence rythm'n blues avec le guitariste américain Al Anderson. Un autre guitariste soliste Jamaïcain, Junior Marvin est engagé après le départ de Al Anderson en 1976 (et crédité à partir de 1977 sur l'album Exodus).
L'album Natty Dread sort le 25 octobre 1974 et est suivi d'une tournée en Angleterre et aux États-Unis durant l'année 1975. Cet album devait initialement s'appeler Knotty Dread, édulcoré en Natty Dread à la demande de Island Records. Avant de partir en tournée, les Wailers jouent avec les Jackson Five le 8 mars au National Heroes Stadium à Kingston et avec Stevie Wonder après la tournée le 4 octobre au cours du Wonder Dream Concert, toujours au National Heroes Stadium. Ce sera d'ailleurs la dernière collaboration scénique de Bob avec Peter Tosh et Bunny Livingston. Natty Dread est le premier grand succès international de Bob Marley and the Wailers, en partie favorisé par la reprise, après la sortie de Burnin', de I Shot The Sheriff par un Eric Clapton mondialement connu. L'album Live! enregistré le 18 juillet 1975 au Lyceum de Londres rend compte magistralement de cette tournée remarquable durant laquelle Bob Marley et son groupe enflamme les salles où ils se produisent, notamment le 18 juin au Schaefer Music Festival de New York, au Boarding House de San Francisco pour quatre sets du 4 au 7 juillet et au Roxy de Los Angeles où les Wailers joueront six jours du 9 au 13 juillet, sous le regard de George Harrison, des Rolling Stones ou de Herbie Hancock, entre autres. La tournée est un succès phénoménal et un titre comme No Woman, No Cry propulse Bob Marley au niveau de star internationale.
C'est en 1975 que Bob Marley rachète à Chris Blackwell la maison du 56 Hope Road, la Island House, à Kingston qu'il occupait déjà depuis 1973 et qui deviendra après la mort de Bob le Museum Bob Marley. Entre 1975 et 1980, le 56 Hope Road sera un lieu d'échanges politiques et artistiques intenses et de création musicale exceptionnel, en permanence fréquenté par des dizaines de rastas, et autres. Le 56 Hope Road sera aussi le lieu de bien des matchs de football dont Bob était un vrai passionné. Un sport qu'il a pratiqué presque chaque jour de sa vie, chez lui à Kingston comme en tournée, avant chaque concert.

### Tentative d'assassinat
En 1976, sort l'album Rastaman Vibration, le disque de Bob Marley & The Wailers le plus vendu de son vivant et son premier succès américain. Cette sortie est suivie par une tournée américaine puis anglaise, à la fois éreintante pour les musiciens par sa longueur et extraordinaire sur le plan musical[En quoi ?]. Le phénoménal concert donné au Roxy de Los Angeles le 26 mai 1976 témoigne de l'énergie et la puissance des Wailers sur scène à cette époque. Bob Marley est au sommet de sa puissance scénique durant cette Rastaman Vibration Tour.
1976 correspond aussi à une période très dure pour la Jamaïque, au bord de la faillite après la crise pétrolière de 1973. Le gangstérisme s'est considérablement développé sur l’île, qui n'a plus grand chose à voir avec la Jamaïque célébrant son indépendance en 1962. Amplifiée par l'opposition virulente entre le JLP (Jamaica Labour Party) d'Edward Seaga et le PNP (People's National Party) de Michael Manley, élu depuis 1972, la violence pousse le gouvernement à décréter l'état d'urgence le 19 juin 1976, à quelques mois des élections.
Le 3 décembre 1976 à Kingston, peu avant le grand concert gratuit en plein air Smile Jamaica qui a lieu à la demande du premier ministre jamaïcain Michael Manley, Bob Marley échappe à une fusillade déclenchée à son domicile par six hommes armés, alors qu'il répétait avec son groupe dans l’Island House au 56 Hope Road. Il ne soutenait pas Michael Manley, mais s'était engagé dans ce concert pour la Jamaïque et le peuple jamaïcain en souffrance (les « Sufferers »). Une balle lui érafle la poitrine et vient se loger dans son bras gauche, tandis qu'une autre touche Rita à la tête, mais sans la tuer. Don Taylor, le manager américain de Bob Marley, en sort très gravement blessé de cinq balles. Des doutes persistent sur l'origine de cette tentative d'assassinat. Au-delà des déclarations ici et là impliquant le JLP, la CIA, voire des représailles en direction d'Allan « Skill » Cole qui aurait truqué des paris, on ne peut aujourd'hui dire avec certitude qui est vraiment à l'origine de cet attentat. Au cours d'une interview de 1977, Bob Marley sera assez évasif sur le sujet et évoquera cet épisode dramatique dans sa chanson Ambush in the Night sur l'album Survival publié en 1979.

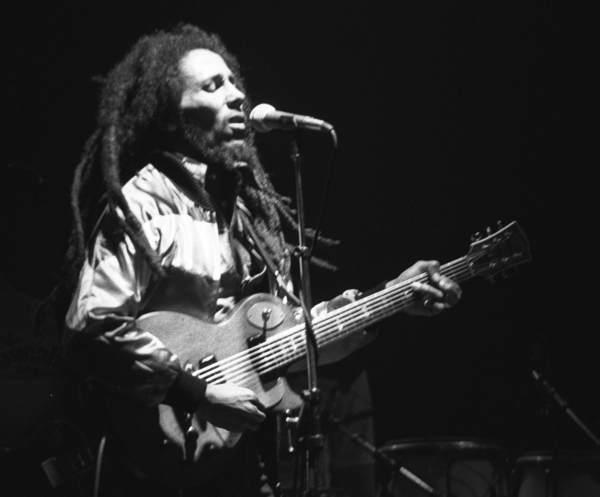
Bob Marley en concert, 1980, Zurich, Suisse.

Deux jours après l'attentat qui a failli lui coûter la vie, Bob Marley participe comme prévu au concert Smile Jamaica à Kingston. Aux journalistes qui lui demandent pourquoi il tient tant à jouer lors de ce concert, il répond : « Les gens qui tentent de rendre ce monde mauvais ne prennent jamais de jours de congés. Comment le pourrais-je ? » Ashton « Family Man » Barrett, caché dans les collines, est remplacé ce jour-là par Cat Coore de Third World. À son arrivée sur scène, Bob Marley montre ses bandages au public, tel un martyre[réf. nécessaire].

### L'exil et le succès planétaire
Ne se sentant plus en sécurité en Jamaïque avant les élections, Bob Marley part en exil en janvier 1977 et s'installe à Londres. Il y enregistre entre mars et avril 1977 l'album Exodus qui sort à la fin du printemps. Des enregistrements d'Exodus, sera également extrait l'album Kaya qui sortira en 1978. Après le départ des guitaristes Al Anderson et Donald Kinsey, c'est un jeune guitariste jamaïcain qui prend le relais et sera crédité sur l'album, surnommé le « Hendrix jamaïcain » : Junior Marvin. Exodus est un album à la fois religieux et sentimental, s'ouvrant sur le très mystique Natural Mystic et se refermant sur ce chant d'amour universel One Love/People Get Ready. En 2000, l'album Exodus est élu, par le Times Magazine, meilleur album du XXème s., devant Sergeant Pepper des Beatles ou Kind of Blue de Miles Davis. La relation amoureuse de Bob Marley avec la Jamaïcaine Cindy Breakspeare, Miss Monde 1976, contribue à le projeter à la une des médias. Bob et Cindy vivent durant cet exil londonien une idylle, qui durera jusqu'en 1980. Cindy Breakspeare, qui aura un fils avec Bob, Damian Marley, sera d'ailleurs présente, dans l'entourage de Bob Marley, jusqu'à la fin de sa vie, en mai 1981.
C'est au cours de l'Exodus Tour, qui débute à Paris le 10 mai 1977 au Pavillon de Paris, que Bob Marley se blesse au pouce du pied droit lors d'un match de football avec des journalistes français, la veille du concert. Quelques jours plus tard, en sortant d'un concert au Rainbow Theater à Londres, Bob a le pied en sang. Il effectue une batterie d'examens, dont une biopsie, qui révèle un mélanome acrolentigineux au gros orteil (maladie de la peau qui ne représente que 4 % des cancers), sans doute dû à une trop longue exposition au soleil. Un médecin américain lui prescrit une amputation urgente de l'orteil. Mais un mélange de superstition de son entourage (selon ses proches, cette amputation l'empêcherait de danser sur scène ou de rejouer au football et surtout la culture rastafari interdit toute amputation) et de pression en pleine tournée européenne où il rencontre enfin son public, contribuent à retarder l'opération. Après beaucoup d'hésitations, un médecin de Miami lui retire uniquement le lit unguéal, croyant à tort arrêter la progression du cancer. La tournée américaine d'Exodus est annulée.
Fin mars 1978, sort l'album Kaya, enregistré conjointement avec Exodus à Londres durant l'exil de 1977. L'album rencontre un grand succès, mais est considéré par la presse spécialisée comme un album mineur, plutôt léger. En avril 1978, Bob Marley and the Wailers font un retour triomphal en Jamaïque. Lors du One Love Peace Concert qui se tient le 22 avril au National Stadium de Kingston. Bob Marley, qui monte sur scène en final d'un concert qui aura duré près de huit heures et réuni The Meditations, Culture, Dennis Brown, Jacob Miller, Peter Tosh, etc., parvient à réunir sur scène les deux ennemis politiques qui se disputent férocement le pouvoir, Edward Seaga (JLP) et le Premier Ministre Michael Manley (PNP) dans une sorte de bénédiction rastafari, immortalisée par le film documentaire Heartland Reggae de James P. Lewis. À la suite de ce concert historique, Bob Marley devient le grand héros national d'une partie de la Jamaïque (la plus pauvre), celui qui a rendu le reggae et le mouvement rastafari planétaires et a fait connaître cette île de la Caraïbe à travers le monde.
Au cours d'un Kaya Tour très long, durant lequel est enregistré l'album en public Babylon by Bus , capté entre autres au Pavillon de Paris de la porte de Pantin entre le 25 et le 27 juin 1978 (emplacement du Zenith actuel). C'est également en 1978 que Bob fait construire le studio Tuff Gong, un vieux rêve, dans sa maison du 56 Hope Road à Kingston, où il enregistre avec les Wailers l'album Survival, sur son tout nouveau studio 24 pistes. Survival, qui devait préalablement s'appeler Black Survival, chante la libération du continent africain et l'émancipation des Noirs issus de l'esclavage pour un retour à la terre d'origine, l'Afrique. Cet album est considéré par la presse spécialisée comme le plus abouti de tous les albums de Bob Marley. Le groupe Bob Marley and the Wailers jouit désormais d'un succès planétaire et joue aux quatre coins du monde jusqu'au Japon, en Australie et en Nouvelle-Zélande où Bob Marley est accueilli chaleureusement par les Maoris.

### Dernières années et mort

Plaque commémorative sur le Hollywood Walk of Fame.

Bob Marley and the Wailers commencent l'année 1980 avec deux concerts donnés au Gabon pour l'anniversaire du président Bongo. Puis enchaînent les 18 et 19 avril avec le « Zimbabwe Independence Concert », au Rufaro Stadium à Salisbury, pour l'indépendance du Zimbabwe. Entre ces deux évènements, le groupe termine l'enregistrement de l'album Uprising au studio Dynamics, à Kingston. L'album sort au printemps 1980, juste avant de partir pour la tournée Uprising Tour, qui sera la tournée de tous les superlatifs, et la dernière. 100 000 personnes à San Siro à Milan le 27 juin, 50 000 personnes au Bourget, près de Paris, le 3 juillet, etc. Bob Marley et les Wailers remplissent désormais les grands stades du monde entier. Par ailleurs, l'album Uprising est un succès dans le monde entier et le tube aux allures de disco Could You Be Loved enflamme peu à peu les « dancefloors » des discothèques de la planète.
Mais le dimanche 21 septembre 1980, juste après les deux concerts historiques donnés au Madison Square Garden de New York, les 19 et 20, Bob Marley s'effondre au cours d'un footing dans Central Park. Bob passe un examen aux rayons X où l'on découvre cinq métastases de son mélanome (cancer de la peau), trois au cerveau, une aux poumons et une à l'estomac : son cancer s'est généralisé. Les médecins du Kettering Sloan, centre de traitement du cancer à New York mondialement reconnu, lui donnent un mois à vivre, s'étonnant même que Bob soit encore vivant avec un tel développement de cancer généralisé. Bob Marley insiste malgré tout pour donner un dernier concert à Pittsburgh, le 23 septembre 1980 avant que la tournée Uprising Tour soit définitivement annulée.
Bob Marley subit alors des séances de radiothérapie et de chimiothérapie qui lui font perdre ses dreadlocks au Memorial Sloan-Kettering Cancer Center de New York. Au vu de son état et sous la pression de Rita Marley, sa femme, Bob Marley se fait baptiser le 4 novembre à l'Église orthodoxe éthiopienne de Miami, dont la plus haute autorité était feu l'empereur d'Éthiopie Hailé Sélassié Ier, considéré par les rastas comme étant la réincarnation de Jésus annoncée dans l'Apocalypse (« le roi des rois, seigneur des seigneurs »). Il est baptisé par l'Abouna Yesuhaq sous le nom de baptême : Bob Berhane Sélassié (ብርሃነ ሥላሴ (Berhanä Sellasé) : lumière de la Sainte Trinité en amharique). Quelques jours plus tard, Bob Marley part pour la Ringberg Klinik du Dr Josef Issels à Rottach-Egern en Bavière, où il suit un traitement anticancéreux controversé (transfusions sanguines, séances d’hyperthermie et des injections de THX, un agent anticancérigène). Le docteur Josef Issels, spécialiste allemand en médecine holistique, prend en charge les cancéreux en phase terminale considérés comme perdus par la médecine traditionnelle. Ce traitement prolonge la vie de Bob Marley pendant quelques mois, au prix de dures souffrances qu'il endure avec beaucoup de courage.
C'est à Rottach-Egern qu'un Bob Marley extrêmement affaibli (il pèse moins de 50 kilos) fête ses 36 ans le 6 février 1981, entouré de sa mère, Cedella Booker, Rita Marley sa femme, ses musiciens (à l'exception des frères Barrett) et quelques autres Jamaïcains comme Neville Garrick. Début mai 1981, le Dr Issels déclarant ne plus pouvoir rien faire pour sauver Bob Marley, celui-ci est rapatrié en avion vers la Jamaïque pour y finir ses jours et y être inhumé. Au cours d'une escale à Miami où il souhaite voir sa mère, Bob est finalement placé en soins intensifs le 9 mai 1981 à l'hôpital Cedars of Lebanon de Miami et, trop faible pour faire le voyage en avion jusqu'à Kingston et sa Jamaïque natale, meurt à l'âge de 36 ans le 11 mai 1981 vers 11h45.
Après des funérailles nationales à Kingston, Bob Marley est enterré le 21 mai dans un mausolée construit à la hâte, à Rhoden Hall, près de Nine Miles, dans la paroisse de Saint Ann, où il est né et où depuis le matin se sont peu à peu regroupés des milliers de personnes pour dire adieu à celui qui a fait du reggae une musique mondialement reconnue et qui a chanté la douleur des Sufferers du monde entier.

## Son héritage

### Héritage légal et financier
À sa mort en 1981, l’héritage de Bob Marley est estimé à 30 millions de dollars américains, répartis sur différents comptes bancaires. Au-delà des avoirs financiers, l’héritage de Bob Marley concerne les propriétés immobilières (le 56 Hope Road, Studio Tuff Gong, etc.) et surtout la question des droits d’auteur pour l’immense production des Wailers jusqu’à 1973, puis de Bob Marley jusqu’à sa mort. Sans parler de tout ce qui n’a pas encore été édité en 1981 ou qui le sera après, comme Confrontation en 1983 et Legend en 1984 (qui, avec 10 millions d’exemplaires, sera l’une des plus grosses ventes de disques de tous les temps). Bob Marley a rapporté plus d'argent après sa mort que de son vivant.
Mais Bob Marley n’a pas établi de testament, malgré l’insistance plus ou moins intéressée de certains de ses proches. Volontairement ou non, il a refusé de fixer sur papier ses dernières volontés. Était-ce dû au fait que les rastas refusent de parler de la mort, ou une volonté de Bob Marley que chacun se révèle tel qu’il est, comme l’a suggéré Neville Garrick ? Au regard de la loi jamaïcaine, et sans testament, 55 % des biens et 10 % du patrimoine artistique reviennent à la veuve de Bob, sa femme Rita Marley, et le reste des biens aux 11 enfants reconnus par Bob de son vivant. Mais Rita Marley produit un document daté de 1978 qui lui octroie la quasi-totalité de la fortune de Bob Marley. Il s’avèrera par la suite, en 1986, que ce document est un faux, contrefait par Rita et ses avocats. Rita Marley est alors dépossédée de la gestion de ses biens et du patrimoine Marley, confiée à un administrateur par la Cour Suprême de Jamaïque.
Après bien des procédures judiciaires et des imbroglios concernant les droits légaux de Bob Marley (qui créditait certains de ses proches pour échapper à la voracité des producteurs, notamment Danny Simms), Chris Blackwell acquiert en 1991, pour 11 millions de dollars, la gestion du patrimoine artistique de Bob Marley, en association avec la famille Marley. Parallèlement, Chris Blackwell rachète (pour un peu plus de 1 million de dollars) à Danny Simms les droits d’édition de toutes les chansons de Bob appartenant à Caïman Music. C'est la fin de dix ans de procédures impliquant Rita Marley, ses enfants, Danny Simms, Coxsone Dodd, les Wailers.
Le 6 février 1991, date anniversaire de la naissance de Bob (6 février 1945), une étoile Bob Marley est inaugurée sur le fameux Hollywood Walk of Fame de Hollywood Boulevard, Los Angeles, en présence de Rita Marley. Au-delà d’être entré dans la légende, Bob Marley est aujourd’hui devenu une marque qui rapporte beaucoup d’argent à la famille Marley et aux ayants droit, de ce même argent dont Bob disait en 1980 : « Le Diable contrôle l'argent. Si tu veux t'enrichir, il te faut donc faire un marché avec le Diable parce que c'est lui qui actionne les planches à billets ».

### Héritage musical religieux
L’héritage culturel et musical de Bob Marley est aujourd’hui considérable. Bob, le chanteur, le rastaman, le rebelle, le prophète, dont les images s’affichent sur les murs du monde entier, est devenu une icône, au même titre que Che Guevara, Martin Luther King ou Marilyn Monroe. Aux quatre coins du monde, la figure de Bob Marley est présente, sur les murs des quartiers, dans les boutiques de souvenirs, dans les bacs des disquaires. Bob Marley reste partout le symbole de la lutte contre l’oppression et de l’appel à l’amour universel. Manu Chao a dit lors d'une interview qu’un tee-shirt de Bob Marley était mieux qu’un gilet pare-balles pour traverser les quartiers chauds de la planète ! C’est dire l’importance de Bob Marley aujourd’hui encore et partout dans le monde.
En huit ans de carrière internationale, Bob Marley a donné une dimension exceptionnelle au reggae et a considérablement influencé la musique dans son ensemble, qu’il s’agisse du pop rock occidental, de la variété internationale et de ce qu’on appelle aujourd’hui la « World Music ». Même si d’autres figures majeures du reggae comme Burning Spear, Peter Tosh, Culture ou Toots & the Maytals ont contribué à la diffusion mondiale de cette musique, Bob Marley a été, entre 1973 et 1980, le vaisseau amiral du reggae à travers la planète. Et même après sa mort en 1981, les disques Confrontation (1983) et Legend (1984) étendent encore son influence. Ses morceaux ont été depuis 1981 joués, repris, remixés par un nombre considérables d’artistes et de DJ. De Eric Clapton à Ben Harper, en passant par Lauryn Hill et Tracy Chapman, les chansons de Bob Marley traversent tous les répertoires musicaux depuis plus de 30 ans.
Mais Bob Marley, c’est encore un message à la fois social et religieux. Il représente aujourd’hui encore l’image de la dénonciation de l’oppression des Noirs par les Blancs, mais aussi des pauvres par les riches, des analphabètes par les gens éduqués, etc. De Slave Driver, Crazy Baldhead, Get Up Stand Up, jusqu’à Revolution, Burnin' and Lootin', Rat Race ou War, sa voix porte encore le refus de la domination, de l’oppression, de la ségrégation (« We refuse to be, what you wanted us to be » ; Babylone System : Survival) et appelle à la lutte pour l’émancipation et l’égalité des droits humains (« Stand Up for your rights… Don’t give up the fight » ; Get Up, Stand Up : Burnin’). Mais au-delà de la rébellion et de la lutte, Bob Marley n’a cessé d’appeler à l’amour universel et à la communion des hommes. Son « One love, One heart » (« Let's get together and feel all right ») n’est rien d’autre qu’un message de paix et d’amour. Tout comme Is This Love, No Woman No Cry, So Much Trouble in the World, etc.
Bob Marley, c’est aussi un message religieux, celui de Jah Rastafari, incarné aux yeux des rastas par l’empereur d’Éthiopie Haïlé Sélassié Ier, vu comme le messie sur terre. Bob était profondément religieux, il faisait partie des Douze Tribus d'Israël, lisait la Bible plusieurs fois par jour, allait à la messe le dimanche, commençait tous ses concerts à partir de 1978 par le fameux « Greetings in the Name of His Majesty Emperor Haile Selassie I ; Jah, Rastafari ! ». Nombreux sont ceux, de son vivant comme aujourd’hui, qui voient Bob Marley comme un prophète au service de Jah Rastafari ou, voire comme la réincarnation du Christ (Tyrone Downie). Le message rastafari est omniprésent dans les chansons de Bob Marley : Forever Loving Jah, Rastaman Chant, Jah Live, Rastaman Vibration, etc. Les concerts de Bob Marley sont, en plus d'être de puissantes manifestations scéniques et musicales, à voir comme de grands messes où se mêlent l’indignation, la rébellion et l’amour, mais aussi la célébration de Jah et l’appel au bonheur des humains à travers la pratique des préceptes rastafari.

## Enfants
Bob Marley a reconnu onze enfants avec sept femmes, dont les cinq de sa femme Rita, bien que deux d'entre eux ne soient pas de lui. Il n'a pas reconnu sa première fille Imani Carole, née le 22 mai 1963 d'une relation avec Cheryl Murray, mais a adopté Sharon après son mariage avec Rita en 1966. La plupart ont entrepris une carrière musicale, et avec succès pour Ky-Mani Marley, Damian Marley, Ziggy Marley, Julian Marley et Stephen Marley notamment. Rohan Marley a été joueur professionnel de football américain et a vécu pendant quatorze ans en couple avec la chanteuse américaine Lauryn Hill.
1. Sharon Marley, née le 8 octobre 1964 d'une relation antérieure de Rita ;
2. Cedella Marley née le 23 août 1967, avec Rita ;
3. David-Néta « Ziggy », né le 17 octobre 1968, avec Rita ;
4. Stephen, né le 20 avril 1972, avec Rita ;
5. Robert « Robbie », né le 16 mai 1972 avec Pat Williams ;
6. Rohan, né le 19 mai 1972, avec Janet Hunt ;
7. Karen, née en 1973, avec Janet Bowen ;
8. Stephanie née le 17 août 1974, dont le père est "Ital" ;
9. Julian, né le 4 juin 1975, avec Lucy Pounder ;
10. Ky-Mani, né le 26 février 1976, avec Anita Belnavis ;
11. Damian « Junior Gong », né le 21 juillet 1978, avec Cindy Breakspeare.

## Discographie

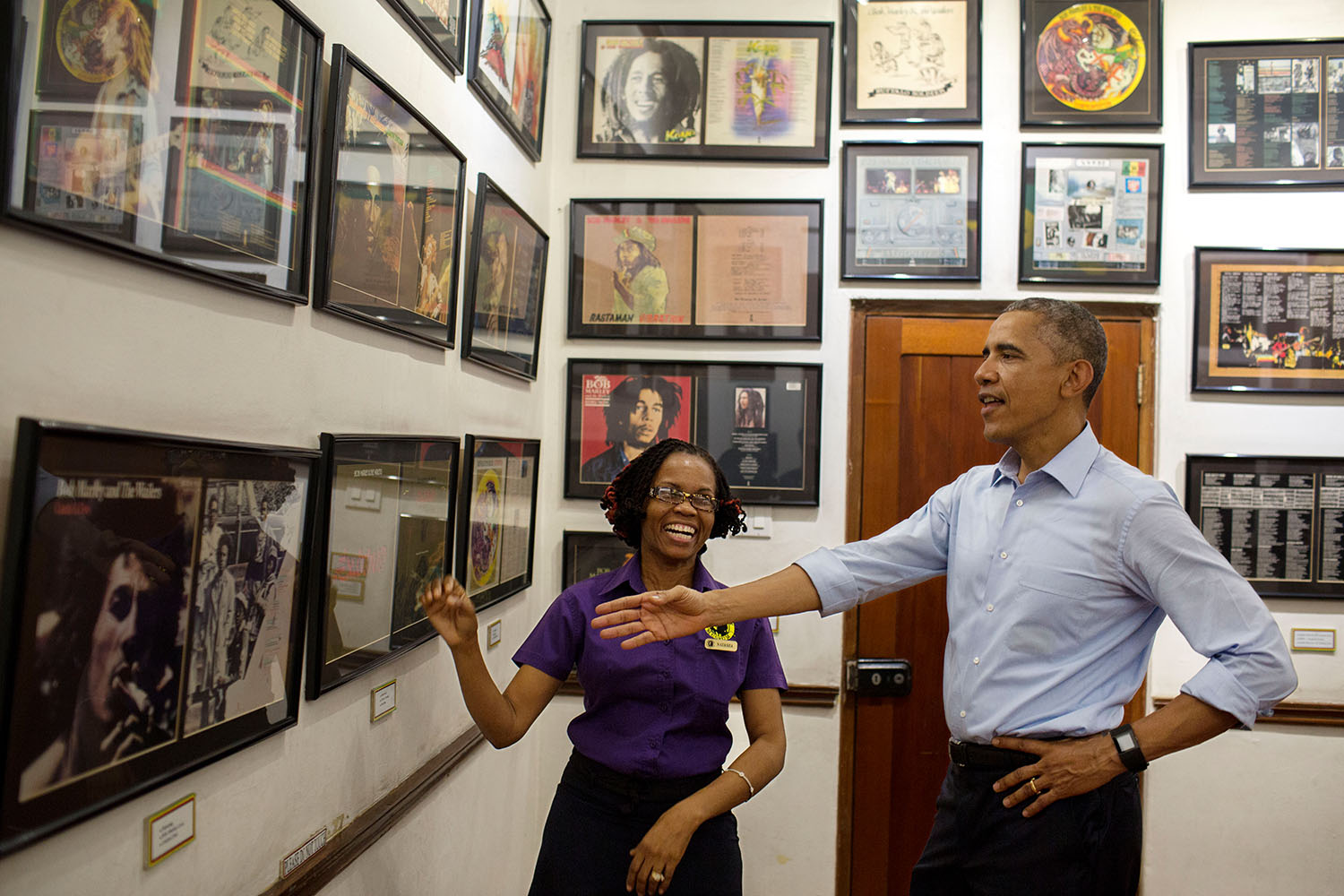
Barack Obama, alors président des États-Unis, au musée Bob-Marley de Kingston, en 2015.

## Tournées
- Catch a Fire Tour : D'avril à juillet 1973 (États-Unis, Canada, Angleterre)
- Burnin' Tour : octobre-novembre 1973 (États-Unis, Angleterre)
- Natty Dread Tour : juin–juillet 1975 (États-Unis, Canada, Angleterre)
- Rastaman Vibration Tour : avril à juillet 1976 (États-Unis, Canada, Allemagne, Suisse, Pays-Bas, France, Angleterre)
- Exodus Tour : mai-juin 1977 (France, Belgique, Pays-Bas, Allemagne, Suède, Danemark, Angleterre)
- Kaya Tour : mai à aout 1978 (États-Unis, Canada, Angleterre, France, Espagne, Suède, Danemark, Norvège, Pays-Bas, Belgique)
- Babylon by Bus Tour : avril - mai 1979 (Japon, Nouvelle-Zélande, Australie, Hawa)
- Survival Tour : octobre 1979 à janvier 1980 (États-Unis, Canada, Trinidad/Tobago, Bahamas, Gabon, Zimbabwe)
- Uprising Tour : mai à septembre 1980 (Suisse, Allemagne, France, Norvège, Suède, Danemark, Belgique, Pays-Bas, Italie, Espagne, Irlande, Angleterre, Écosse, États-Unis)

## Concerts / TV shows

### Audio
- KSAN Broadcast - 1973 : Talkin' Blues (1991)
- Live at Leeds - 1973 : Burnin (edition Deluxe) (2004)
- Live au Lyceum - 1975 : Live!
- Live at Roxy - 26/05/1976 (sortie 2013)
- Live At Ahoy Hallen, Rotterdam, Netherlands July 7, 1978 : Kaya (edition Deluxe) (2013)
- Pittsburgh, États-Unis - Septembre 1980 : Live Forever (sortie 2011)

### Vidéo
- The Old Grey Whistle Test (TV show) - 01/05/1973
- Manhantan Transfer show (TV show) - 21/06/1975
- Smile Jamaica Concert (concert) - 5/12/1976
- Live at Exeter - 24/06/1976
- Live au Rainbow (concert) - 04/06/1977
- "Positive Vibration", Exodus" et "Satisfy My Soul" - Top of the pops (BBC) - 06/1977
- One Love Peace Concert (concert) - 22/04/1978
- Reggae Sunsplash - 07/07/1979
- Oakland - 30/11/1979
- Amandla festival (concert) - 21/07/1979
- Santa Barbara County Bowl (concert) - 25/11/1979
- Zimbabwe Independance Ceremony - 18/04/1980
- Tuff Gong Studios Rehearsals - 1980
- Dortmund, Allemagne - 13/06/1980 : Uprising Live!

## Lieux dédiés et hommages
- Maison natale de Bob Marley de Nine Miles en Jamaïque (musée et mausolée)
- Musée Bob-Marley-Tuff Gong Studio de Kingston en Jamaïque (maison, musée, et studio)
- Gnathia marleyi, crustacé isopode nommé en l'honneur de Bob Marley[47].